# Internationale Luchthaven Ürümqi Diwopu
De internationale luchthaven Ürümqi Diwopu (Vereenvoudigd Chinees: 乌鲁木齐地窝堡国际机场; Vereenvoudigd Oeigoers: ئۈرۈمچى دىۋوپۇ خەلقئارا ئايروپورتى) (IATA: URC, ICAO: ZWWW) ligt in Diwopu, een buitenwijk van Ürümqi, hoofdstad van Xinjiang in het noordwesten van China. Het vliegveld ligt 16 km van het centrum van Ürümqi en is een van de vijf grootste Chinese vliegvelden. Het is een 'hub' van China Southern Airlines.

## Faciliteiten
Het vliegveld beslaat een gebied van 4,84 miljoen vierkante meter. De nieuwe baan is 3600 meter lang. Het vliegveld kan een vliegtuig ter grootte van een Boeing 747 aan. Er is een platform van 110.000 vierkante meter met plaats voor 30 vliegtuigen.

## Luchtvaartmaatschappijen en bestemmingen
- Air China (Peking, Chengdu, Jinan)
- Kyrgyzstan JSC (Osj)
- Ariana Afghan Airlines (Kabul)
- Azerbaijan Airlines (Bakoe)
- Cathay Pacific
  - Dragonair (Hongkong) [charter]
- China Eastern Airlines (Kunming, Lanzhou, Nanking, Shanghai, Xi'an)
- China Southern Airlines (Aksu, Alma-Ata, Altaj, Astana, Bakoe, Peking, Bisjkek, Changsha, Chengdu, Tsjoengking, Dalian, Dushanbe, Kanton, Hangzhou, Islamabad, Kashi, Chabarovsk, Kunming, Lanzhou, Moskou, Novosibirsk, Qingdao, Shanghai Shenzhen, Shijiazhuang, Tasjkent, Teheran, Xiamen, Xi'an, Xining, Yinchuan, Zhengzhou)
- Dalavia
- Hainan Airlines (Astana, Peking, Chengdu, Kanton, Hangzhou, Kunming, Sanya, Xi'an)
- Korean Air (Seoel)
- Kyrgyzstan Airlines (Bisjkek, Osj)
- S7 Airlines (Novosibirsk)
- Shandong Airlines (Yinchuan)
- Shanghai Airlines (Shanghai)
- Shenzhen Airlines (Xi'an)
- Tajikistan Airlines (Doesjanbe)
- Uzbekistan Airways (Tasjkent)